# 延岡市立南中学校
延岡市立南中学校（のべおかしりつ みなみちゅうがっこう）は、宮崎県延岡市緑ヶ丘三丁目にある公立中学校。

## 概要
- 生徒数 599名
- 学級数 18（普通学級16、特別支援学級2）
- 職員数 35名

（2009年4月1日現在）

## 通学区域
南中学校の通学区域には以下の区域が指定されている。
- 南小学校通学区域
- 緑ヶ丘小学校通学区域
- 恒富小学校通学区域の一部
  - 共栄町
  - 伊達町

## 周辺施設
- 延岡市立南小学校
- 延岡市立緑ヶ丘小学校
- 聖心ウルスラ学園聡明中学校・聖心ウルスラ学園高等学校

## 交通
- 宮崎交通バス 「ウルスラ学園前」バス停より徒歩1分。